# Lycaena subcuprea
Lycaena subcuprea är en fjärilsart som beskrevs av Tutt 1906. Lycaena subcuprea ingår i släktet Lycaena och familjen juvelvingar. Inga underarter finns listade i Catalogue of Life.